# FreeCommander
FreeCommander je správce souborů pro Windows (oficiálně jsou podporované 2000, XP a Vista) šířený zdarma. 

## Vlastnosti
Obdobně jako třeba Total Commander nebo Altap Salamander vychází z principu starého Norton Commanderu, to znamená, že pracuje se dvěma nezávislými okny s výpisy souborů a složek, nicméně zvládá i práci se záložkami. Dále disponuje například FTP klientem, integrovaným prohlížečem multimédií, umí pracovat s RAR, CAB a ZIP archívy, počítat MD5 součty, v případě, že je nainstalován kancelářský balík OpenOffice, dokáže vytvářet náhledy dokumentů a disponuje i dalšími funkcemi.